# Тагимов, Марат Мурзагалиевич
Марат Мурзагалиевич Тагимов (каз. Марат Мырзағалиұлы Тағымов, род. 7 января 1952 года, с. Караагаш, Мартукский район, Актюбинская область, Казахская ССР) — казахстанский государственный деятель, депутат сената парламента Казахстана (2014—2020).

## Биография
В 1975 году окончил Казахский химико-технологический институт по специальности «Инженер-химик-технолог».
В 1969 году — слесарь Актюбинского авторемонтного завода.
1975—1981 гг. — бригадир, мастер, начальник смены, начальник лаборатории и ОТК, главный технолог Актюбинского завода силикатных стеновых материалов.
1981—1984 гг. — начальник строительной лаборатории, секретарь парткома треста «Актюбводстрой».
1984—1991 гг. — инструктор Пролетарского райкома, инструктор, заместитель заведующего, заведующий отделом, парторганизатор Актюбинского горкома партии.
1991—1992 гг. — заместитель начальника главного управления по труду и занятости населения Актюбинского облисполкома.
1992—1993 гг. — главный инженер Актюбинского завода силикатных стеновых материалов.
1993—1996 гг. — заведующий отделом Актюбинской областной администрации, начальник отдела областного управления экономики.
1996—1999 гг. — президент АО «Актобеотын», директор ТОО «Отын».
1999—2000 гг. — первый заместитель акима Мартукского района.
2000—2002 гг. — аким Алгинского района.
2002—2004 гг. — директор департамента внутренней политики Актюбинской области.
Сентябрь 2004 — декабрь 2009 г. — аким Алгинского района.
Декабрь 2009 — май 2011 г. — советник акима Актюбинской области.
Май 2011 — январь 2012 г. — заместитель акима города Актобе.
24 января 2012 г. — октябрь 2014 г. — заместитель акима Актюбинской области.
С октября 2014 года по 2020 год — депутат сената парламента Республики Казахстан от Актюбинской области. Член комитета по экономической политике, инновационному развитию и предпринимательству (с 17 октября 2014 года), член комитета по конституционному законодательству, судебной системе и правоохранительным органам (с 4 сентября 2017 года).

## Награды
- Орден «Парасат»
- Орден «Курмет»
- Медаль «За трудовое отличие» (Казахстан)
- Почётная грамота Совета МПА СНГ (19 мая 2016 года, Межпарламентская ассамблея СНГ) — за активное участие в деятельности Межпарламентской Ассамблеи и её органов, вклад в укрепление дружбы между народами государств — участников Содружества Независимых Государств[4]